# Sollevamento pesi ai Giochi della XXVIII Olimpiade - 94 kg maschile

## Risultati
| Pos | Atleta             | Nazione        | Strappo (kg) | Slancio (kg) | Totale (kg) |
| --- | ------------------ | -------------- | ------------ | ------------ | ----------- |
| 1   | Milen Dobrev       | Bulgaria       | 187.5        | 220.0        | 407.5       |
| 2   | Chadžimurat Akkaev | Russia         | 185.0        | 220.0        | 405.0       |
| 3   | Ėduard Tjukin      | Russia         | 182.5        | 215.0        | 397.5       |
| 4   | Shahin Nasirinia   | Iran           | 172.5        | 220.0        | 392.5       |
| 5   | Julio Luna         | Venezuela      | 170.0        | 220.0        | 390.0       |
| 6   | Hakan Yılmaz       | Turchia        | 175.0        | 215.0        | 390.0       |
| 7   | Bakhyt Akhmetov    | Kazakistan     | 180.0        | 210.0        | 390.0       |
| 8   | Anatolij Mušyk     | Ucraina        | 175.0        | 212.5        | 387.5       |
| 9   | Santiago Martínez  | Spagna         | 175.0        | 207.5        | 382.5       |
| 10  | Evgheni Bratan     | Moldavia       | 175.0        | 205.0        | 380.0       |
| 11  | Nikolaos Kourtidīs | Grecia         | 167.5        | 210.0        | 377.5       |
| 12  | Yoandry Hernández  | Cuba           | 167.5        | 207.5        | 375.0       |
| 13  | Tadeusz Drzazga    | Polonia        | 170.0        | 200.0        | 370.0       |
| 14  | Arsen Kasabiev     | Georgia        | 155.0        | 207.5        | 362.5       |
| 15  | Əlibəy Səmədov     | Azerbaigian    | 165.0        | 195.0        | 360.0       |
| 16  | Asghar Ebrahimi    | Iran           | 165.0        | 190.0        | 355.0       |
| 17  | Darío Lecman       | Argentina      | 155.0        | 185.0        | 340.0       |
| 18  | Furkat Saidov      | Uzbekistan     | 145.0        | 175.0        | 320.0       |
| 19  | Isnardo Faro       | Aruba          | 140.0        | 167.5        | 307.5       |
| —   | Kakhi Kakhiashvili | Grecia         | 180.0        | —            | DNF         |
| —   | Nikolaj Kolev      | Bulgaria       | 177.5        | —            | DNF         |
| —   | Ramzi Al-Mahrous   | Arabia Saudita | 150.0        | —            | DNF         |
| —   | Nizami Paşayev     | Azerbaigian    | —            | —            | DNF         |
| —   | Najim Al-Radwan    | Arabia Saudita | —            | —            | DNF         |
| —   | Vadim Vacarciuc    | Moldavia       | —            | —            | DNF         |